# Рись повертається
«Рись повертається» (рос. «Рысь возвращается») — радянський художній фільм 1986 року, знятий на кіностудії «Мосфільм».

## Сюжет
Старий лісник Михалич гине в сутичці з браконьєрами. Його вірний друг — рись Кунак — йде в ліс. Новий лісник Дроздов терпляче привчає звіра до себе…

## У ролях
| Актор                | Роль                                               |
| -------------------- | -------------------------------------------------- |
| Дмитро Орловський    | лісник Михалич                                     |
| Олександр Михайлов   | лісник Юрій Іванович Дроздов новий господар Кунака |
| Олена Мельникова     | Надя                                               |
| Филимон Сергєєв      | дільничний Федір Гаврилов                          |
| Сергій Юртайкин      | браконьєр Льоха                                    |
| Олексій Панькин      | браконьєр Чуня                                     |
| Вадим Захарченко     | бородатий браконьєр                                |
| Олег Мокшанцев       | Сергій Сергійович Чернов                           |
| Геннадій Корольков   | Гвоздь                                             |
| Кирило Столяров      | браконьєр                                          |
| Володимир Прохоров   | браконьєр                                          |
| Анатолій Ведьонкин   | член райвиконкому, браконьєр                       |
| Микола Погодін       | браконьєр Миколаша                                 |
| Вадим Курков         | водій вантажівки                                   |
| Валентина Березуцька | працівниця дитбудинку                              |
| Данило Нетребін      | чоловік на похоронах                               |

## Знімальна група
- Автор сценарію:  Леонід Бєлокуров,  Агасі Бабаян
- Режисер:  Агасі Бабаян
- Оператор: Віталій Абрамов
- Художник:  Іван Пластинкин
- Композитор:  Веніамін Баснер